# Devin Vega
Devin Vega (San Antonio, Texas, Estados Unidos; 11 de diciembre de 1998) es un futbolista puertorriqueño. Juega de centrocampista y su equipo actual es el Des Moines Menace de la USL League Two de Estados Unidos. Es internacional absoluto por la selección de Puerto Rico desde 2019.

## Trayectoria
Vega comenzó su carrera en las inferiores del FC Dallas y el 26 de enero de 2017 fichó por el San Antonio FC.
El 13 de diciembre de 2017 fichó por el Phoenix Rising FC para la temporada 2018. Anotó un gol a su anterior equipo en la victoria por 4:0 sobre el San Antonio.
El 13 de enero de 2020 fichó por el Real Monarch de la USL.

## Selección nacional
Vega jugó por la selección de Estados Unidos sub-17 en la Copa Aegean 2014. El centrocampista además puede ser convocado para la selección de Puerto Rico, y en agosto de 2019 recibió su primer llamado para unos encuentros amistosos. Debutó en un encuentro de exhibición contra el Hartford Athletic. El 16 de noviembre de 2019 jugó su primer encuentro oficial en la derrota por 5:0 ante Guatemala.

## Estadísticas
Actualizado al último partido disputado el 28 de julio de 2019.
| San Antonio FC Estados Unidos    |               |               |    |   |   |   |   |    |    |   |
| 2.ª                              | 2017          | 14            | 3  | 2 | 0 | - | - | 16 | 3  |   |
| Total club                       | Total club    | 14            | 3  | 2 | 0 | 0 | 0 | 16 | 3  |   |
| Phoenix Rising Estados Unidos    |               |               |    |   |   |   |   |    |    |   |
| 2.ª                              | 2018          | 12            | 2  | 1 | 0 | - | - | 13 | 2  |   |
| 2.ª                              | 2019          | 3             | 0  | 1 | 0 | - | - | 4  | 0  |   |
| Total club                       | Total club    | 15            | 2  | 2 | 0 | 0 | 0 | 17 | 2  |   |
| FC Tucson Estados Unidos         |               |               |    |   |   |   |   |    |    |   |
| 2.ª                              | 2019          | 9             | 3  | - | - | - | - | 9  | 3  |   |
| Total club                       | Total club    | 9             | 3  | 0 | 0 | 0 | 0 | 9  | 3  |   |
| Real Monarchs Estados Unidos     |               |               |    |   |   |   |   |    |    |   |
| 2.ª                              | 2020          | 0             | 0  | 0 | 0 | - | - | 0  | 0  |   |
| Total club                       | Total club    | 0             | 0  | 0 | 0 | 0 | 0 | 0  | 0  |   |
| Total carrera                    | Total carrera | Total carrera | 38 | 8 | 4 | 0 | 0 | 0  | 42 | 8 |
| (1) Incluye datos de US Open Cup |               |               |    |   |   |   |   |    |    |   |